# فهرست پرفروش‌ترین فیلم‌های پویانمایی دهه ۱۹۸۰
این فهرستی از پرفروش‌ترین فیلم‌های پویانمایی دهه ۱۹۸۰ است.

## پرفروش‌ترین فیلم‌های انیمیشن دهه ۱۹۸۰
والت دیزنی انیمیشن با ۵ فیلم، بیشترین تعداد انیمیشن را در دههٔ ۱۹۸۰ منتشر کرد. ارقام به دلار آمریکا داده شده‌اند.
| ۲۰ برترین |                                                |               |                                                     |                                |              |      |        |
| رتبه      | عنوان                                          | کشور          | استودیو                                             | پخش‌کننده                       | ناخالص جهانی | سال  | Ref    |
| ۱         | پری دریایی کوچولو                              | آمریکا        | والت دیزنی پیکچرز،استودیو انیمیشن والت دیزنی        | استودیو سینمایی والت دیزنی     | $۲۳۳٬۰۰۰٬۰۰۰ | ۱۹۸۹ | [ ۱ ]  |
| ۲         | الیور و دوستان                                 | آمریکا        | والت دیزنی پیکچرز،استودیو انیمیشن والت دیزنی        | استودیو سینمایی والت دیزنی     | $۱۰۰٬۰۰۰٬۰۰۰ | ۱۹۸۸ | [ ۲ ]  |
| ۳         | یک قصهٔ آمریکایی                                | آمریکا        | امبلین اینترتینمنت،دان بلوث پروداکشنز               | یونیورسال پیکچرز               | $۸۴٬۵۴۲٬۰۰۲  | ۱۹۸۶ | [ ۳ ]  |
| ۴         | سرزمین قبل از تاریخ                            | آمریکا        | امبلین اینترتینمنت،دان بلوث پروداکشنز               | یونیورسال پیکچرز               | $۸۴٬۴۶۰٬۸۴۶  | ۱۹۸۸ | [ ۴ ]  |
| ۵         | روباه و سگ شکاری                               | آمریکا        | والت دیزنی پیکچرز،استودیو انیمیشن والت دیزنی        | استودیو سینمایی والت دیزنی     | $۶۳٬۴۵۶٬۹۸۸  | ۱۹۸۱ | [ ۵ ]  |
| ۶         | آکیرا                                          | ژاپن          | تی‌ام‌اس انترتینمنت،آمیرا کامیتی                      | توهو                           | $۴۹٬۰۰۰٬۰۰۰  | ۱۹۸۸ | [ ۶ ]  |
| ۷         | همسایه من توتورو                               | ژاپن          | استودیو جیبلی                                       | توکوما شوتن                    | $۴۲٬۰۰۰٬۰۰۰  | ۱۹۸۸ | [ ۷ ]  |
| ۸         | فیلم خرس‌های مراقبتی                            | کانادا،آمریکا | مترو گلدوین مایر،نلوانا                             | مترو گلدوین مایر               | $۳۴٬۰۰۰٬۰۰۰  | ۱۹۸۵ | [ ۸ ]  |
| ۹         | همه سگ‌ها به بهشت می‌روند                        | آمریکا        | مترو گلدوین مایر،دان بلوث پروداکشنز،سسک تاج‌طلایی    | مترو گلدوین مایر               | $۲۷٬۱۰۰٬۰۲۷  | ۱۹۸۹ | [ ۹ ]  |
| ۱۰        | کارآگاه موش بزرگ                               | آمریکا        | والت دیزنی پیکچرز،استودیو انیمیشن والت دیزنی        | استودیو سینمایی والت دیزنی     | $۲۵٬۳۳۶٬۷۹۴  | ۱۹۸۶ | [ ۱۰ ] |
| ۱۱        | دورایمون: نوبیتا و تولد ژاپن                   | ژاپن          | شین-ای انیمیشن،فوجیکو پرو،آساتسو-دی‌کی               | توهو                           | $۲۴٬۰۰۰٬۰۰۰  | ۱۹۸۹ | [ ۱۱ ] |
| ۱۲        | دیگ سیاه                                       | آمریکا        | والت دیزنی پیکچرز،استودیو انیمیشن والت دیزنی        | استودیو سینمایی والت دیزنی     | $۲۱٬۲۸۸٬۶۹۲  | ۱۹۸۵ | [ ۱۲ ] |
| ۱۳        | هوی متال                                       | کانادا        | کمپانی گاردین تراست،سی‌اف‌دی‌سی                        | کلمبیا پیکچرز                  | $۲۱٬۱۰۰٬۰۰۰  | ۱۹۸۱ | [ ۱۳ ] |
| ۱۴        | سرویس تحویل کی‌کی                               | ژاپن          | استودیو جیبلی                                       | توکوما شوتن                    | $۱۸٬۰۰۰٬۰۰۰  | ۱۹۸۹ | [ ۱۴ ] |
| ۱۵        | مشت ستاره شمالی                                | ژاپن          | توئی انیمیشن                                        | شرکت توئی                      | $۱۸٬۰۰۰٬۰۰۰  | ۱۹۸۶ | [ ۱۵ ] |
| ۱۶        | لاپوتا قلعه‌ای در آسمان                         | ژاپن          | استودیو جیبلی                                       | توکوما شوتن                    | $۱۴٬۸۱۲٬۵۰۰  | ۱۹۸۶ | [ ۱۶ ] |
| ۱۷        | راز نیمح                                       | آمریکا        | مترو گلدوین مایر،دان بلوث پروداکشنز،اروره پروداکشنز | مترو گلدوین مایر               | $۱۴٬۶۶۵٬۷۳۳  | ۱۹۸۲ | [ ۱۷ ] |
| ۱۸        | دورایمون: سوابق نوبیتا، اسپیس‌بلیزر             | ژاپن          | شین-ای انیمیشن،فوجیکو پرو.،آساتسو-دی‌کی              | توهو                           | $۱۴٬۴۰۰٬۰۰۰  | ۱۹۸۱ | [ ۱۸ ] |
| ۱۹        | نمو کوچک: ماجراهایی در لومبرلند                | ژاپن،آمریکا   | تی‌ام‌اس انترتینمنت                                   | توهو-تاوا،همدیل فیلم کورپوریشن | $۱۴٬۰۵۱٬۲۴۲  | ۱۹۸۹ | [ ۱۹ ] |
| ۲۰        | دورایمون: ماجراجویی بزرگ نوبیتا در دنیای زیرین | ژاپن          | شین-ای انیمیشن،فوجیکو پرو.،آساتسو-دی‌کی              | توهو                           | $۱۳٬۵۰۰٬۰۰۰  | ۱۹۸۴ | [ ۲۰ ] |

### پرفروش‌ترین فیلم‌ها بر پایهٔ سال
| سال  | عنوان                                         | ناخالص جهانی                   | بودجه                |
| ---- | --------------------------------------------- | ------------------------------ | -------------------- |
| ۱۹۸۰ | دورایمون: دایناسور نوبیتا                     | ¥1,550,000,000JP ($۶٬۲۰۰٬۰۰۰)  | TBD                  |
| ۱۹۸۱ | روباه و سگ شکاری                              | $۶۳٬۴۵۶٬۹۸۸* ($۳۹٬۹۰۰٬۰۰۰)*    | $۱۲٬۰۰۰٬۰۰۰          |
| ۱۹۸۲ | راز نیمح                                      | $۱۴٬۶۶۵٬۷۳۳*                   | $۷٬۰۰۰٬۰۰۰           |
| ۱۹۸۳ | هارماگدون: جنگ‌های جنما                        | ¥1,060,000,000JP ($۴٬۵۰۰٬۰۰۰)  | TBD                  |
| ۱۹۸۴ | دورایمون:ماجراجویی بزرگ نوبیتا در دنیای زیرین | ¥1,650,000,000JP ($۱۳٬۵۰۰٬۰۰۰) | TBD                  |
| ۱۹۸۵ | فیلم خرس‌های مراقبتی                           | $۳۴٬۰۰۰٬۰۰۰ ($۲۲٬۹۳۴٬۶۲۲)*     | $۲٬۰۰۰٬۰۰۰–۴٬۵۰۰٬۰۰۰ |
| ۱۹۸۶ | یک قصهٔ آمریکایی                               | $۸۴٬۵۴۲٬۰۰۲                    | $۹٬۰۰۰٬۰۰۰           |
| ۱۹۸۷ | دورایمون: نوبیتا و شوالیه‌ها بر دایناسور       | ¥1,500,000,000JP ($۹٬۸۰۰٬۰۰۰)  | TBD                  |
| ۱۹۸۸ | الیور و دوستان                                | $۱۲۱٬۰۰۰٬۰۰۰+ ($۱۰۰٬۰۰۰٬۰۰۰)+  | $۳۱٬۰۰۰٬۰۰۰          |
| ۱۹۸۹ | پری دریایی کوچولو                             | $۲۳۳٬۰۰۰٬۰۰۰ ($۸۴٬۳۵۵٬۸۶۳)*    | $۴۰٬۰۰۰٬۰۰۰          |

- *فقط ناخالص در ایالات متحده و کانادا
- JPفقط ناخالص ژاپنی